# Stactobia risiana
Stactobia risiana är en nattsländeart som beskrevs av Schmid 1959. Stactobia risiana ingår i släktet Stactobia och familjen smånattsländor. Inga underarter finns listade i Catalogue of Life.